# Tipula (Eumicrotipula) darlingtoniana
Tipula (Eumicrotipula) darlingtoniana is een tweevleugelige uit de familie langpootmuggen (Tipulidae). De soort komt voor in het Neotropisch gebied.